# Arlette Pacheco
Arlette Pacheco Espinobarros ( México, 18 de abril de 1959) é uma atriz mexicana de cinema e televisão.

## Filmografia

### Telenovelas
- Las hijas de la señora García (2024-2025) - Gloria González
- Contigo sí (2021-2022) - Fedra Altamirano Garmendia
- Vencer el miedo (2020) - Carmela
- Por amar sin ley (2018-2019) - Carmen Toledo
- Me declaro culpable (2017-2018) .... Enriqueta "Queta" Ruiz
- Mujeres de negro (2016) .... Elisa
- La sombra del pasado (2014/15) .... Simoneta
- Por siempre mi amor (2013/14) .... Corina
- Corazón indomable (2013) .... Sonia
- Rafaela (2011) .... Amelia
- Mar de amor (2009-2010) .... Maura Larroja
- Las tontas no van al cielo (2008) .... Laura de Morales
- Código postal (2006) .... Gloria Durán
- La esposa virgen (2005) .... Soledad Rivadeneira
- Rubí (2004) .... Lilia López de Duarte
- Niña amada mía (2003) .... Zulema Contreras
- Cómplices al rescate (2002) .... Florencia
- El noveno mandamiento (2001) .... Alicia Jiménez
- Por un beso (2000) .... Malena
- Serafín (1999) .... Raquel
- El privilegio de amar (1998) .... Begoña
- Camila (1998) .... Iris Molina
- El secreto de Alejandra (1997) .... Ivonne
- Mi querida Isabel (1996-1997) .... Margarita
- Canción de amor (1996) .... Juliana
- La gloria y el infierno (1986) .... Amalia
- Principessa (1984) .... Maripaz
- Vivir enamorada (1982) .... Raquel
- Gabriel y Gabriela (1982)
- La divina Sarah (1980) .... Terka

### Séries de TV
- Como dice el dicho (2012) .... "La carga echa a andar el burro"
- Hermanos y detectives (2009)
- Ellas son... la alegría del hogar (2009) .... Irene Ramírez
- La rosa de Guadalupe (2008)
- Sin límite de velocidad - Sol
- Te sirvo un café - Camila
- Segunda Vuelta - Ruth
- Inocentes - Inés
- Para que no te cachen tus papás - Samantha
- Mujer, casos de la vida real (2000-2007)
- Mis huéspedes (1982) .... Betty

### Filmes
- Ya no los hacen como antes (2003)
- Reclusorio III (1999)
- Mecánica mexicana (1995)
- La revancha (1995) .... Cristina
- El secuestro de un policía (1991)
- Palenque (1990) .... Cristina
- Violaciones, casos de la vida real (1990)
- Ser charro es ser mexicano (1987)
- Más buenas que el pan (1987)
- Lo que importa es vivir (1987) .... Parienta
- Adorables criminales (1987)
- Mente asesina (1987)
- Un macho en la cárcel de mujeres (1986)
- Llegamos los fregamos y nos fuimos (1985)
- Mi querida vecindad (1985)
- El secuestro de Camarena (1985)
- Ráfaga de plomo (1985)
- El día de los albañiles 2 (1985) .... Leticia
- El hijo de Jacinto el tullido (1985)
- Emanuelo (1984)
- La salvaje ardiente (1984)
- Lobo salvaje (1983)
- Aquel famoso Remington (1982)
- Valentín Lazaña (1982)
- La cosecha de mujeres (1981)
- El Noa Noa (1980)
- El sexo me da risa (1979)
- Adriana del Río, actriz (1979)
- Estas ruinas que ves (1979) .... Hermana Verdugui
- En la trampa (1979) .... Berta
- El año de la peste (1979) .... Reportera
- 4 hembras y un macho menos (1979)
- El alburero (1979)
- Los triunfadores (1978)
- La plaza de Puerto Santo (1978) .... Hija de Carmona
- El zorro blanco (1978)

## Ligações Externas
Arlette Pacheco. no IMDb.